# Gary Gygax
Ernest Gary Gygax (27. července 1938, Chicago – 4. března 2008) byl americký tvůrce a designér herních systémů, jenž se proslavil v roce 1974 jako spolutvůrce prvotního RPG systému Dungeons & Dragons (D&D) společně s Davem Arnesonem. S Donem Kayem založil roku 1973 společnost Tactical Studies Rules (TSR, Inc.). Poté, co firmu TSR opustil, pokračoval sám jako tvůrce RPG titulů, včetně herního systému Lejendary Adventure.
Gygax je všeobecně znám jako jeden z otců RPG systémů.